# Achille recevant les envoyés d'Agamemnon
Achille recevant les envoyés d'Agamemnon est un tableau peint en 1801 par Jean-Auguste-Dominique Ingres destiné au concours du grand prix de Rome de peinture. Il s'agissait de sa seconde participation au concours, et ce thème lui permit de remporter le grand Prix devant Jules-Antoine Vauthier. Le sujet inspiré de l'Illiade est une démonstration de l'emprunt par l'artiste de figures tirées de l'art grec antique, notamment celle représentant Ulysse drapé de rouge dérivée d'une sculpture du pseudo Phodion. Représentatif du style néoclassique assimilé à l'école de son maître Jacques-Louis David, il en marque cependant certaines originalités remarquées par John Flaxman quand il voit l'œuvre à Paris. Le tableau fait partie des collections de l'école nationale supérieure des beaux-arts de Paris.

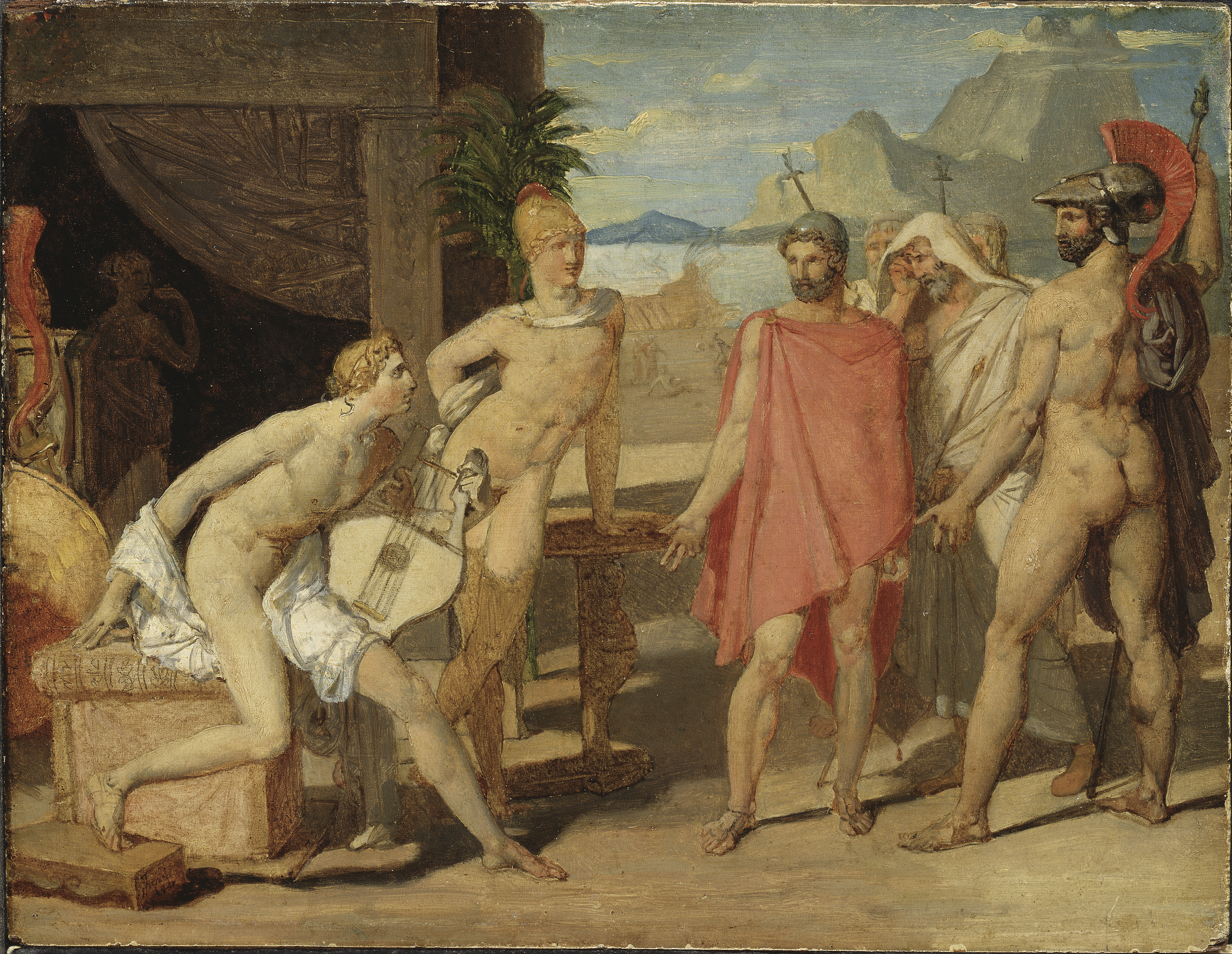
Version réduite 1801
Nationalmuseum, Stockholm.

Une version réduite (25 × 32 cm) est conservée au Nationalmuseum de Stockholm.